# Szklarska Poręba
Szklarska Poręba (tyska: Schreiberhau) är en stad i sydvästra Polen, belägen i distriktet Powiat jeleniogórski i Nedre Schlesiens vojvodskap, nära gränsen mot Tjeckien.
Staden är en populär kur- och vintersportort i bergskedjan Sudeterna, på Riesengebirges nordsluttning 600-900 m. ö.h. Den hade 6 835 bofasta kommuninvånare i juni 2014 och omkring 9 000 gästplatser. 
Staden är medlem av det tysk-polsk-tjeckiska regionala samarbetsorganet Euroregion Neisse.

## Historia
Ända sedan orten första gången omnämns i skriftliga källor, 1366, har den haft en glashytta, som under 1800-talet växte till en berömd kristallglasindustri. Glastraditionen har sedan de stora industrierna stängt under efterkrigstiden idag främst övertagits av mindre företag. Sedan 1800-talet har staden även varit en välbesökt vintersportort.
Orten grundades i det schlesiska hertigdömet Świdnica under huset Piasts regering, men kom redan 1368 under den böhmiska kronan och blev från början av 1500-talet därmed del av Habsburgmonarkin. Orten blev tillsammans med större delen av Schlesien del av kungadömet Preussen år 1742, genom den preussisk-österrikiska separatfreden under Österrikiska tronföljdskriget. Från 1815 var Schreiberhau del av den preussiska provinsen Schlesien. Orten tillhörde Tyska riket mellan 1871 och 1945, då den hamnade öster om Oder-Neisse-linjen och tillföll Polen. 
Orten är känd som den plats där Kominform grundades i september 1947. År 1954 fick orten status som stadsliknande tätort och 1959 erhöll den stadsrättigheter.

## Turism och vintersport
I Szklarska Poręba har bland annat deltävlingar vid världscupen i längdskidåkning avgjorts.

## Kommunikationer
Europavägen E65:s delsträckning mellan Jelenia Góra och Prag passerar genom staden. I Polen är vägen skyltad som nationell landsväg nummer 3.
Staden har även en järnvägsstation på linjen mellan Jelenia Góra och Kořenov i Tjeckien. Sedan 2010 bedrivs åter reguljär järnvägstrafik över gränsen, efter att trafiken tidigare har varit nedlagd mellan 1945 och 2010.